# Davichi
Davichi (tiếng Hàn: 다비치, là nhóm nhạc nữ của Hàn Quốc với 2 thành viên Lee Hae-ri (이해리, sinh 14 tháng 2 năm 1985) và Kang Min-kyung (강민경, sinh 3 tháng 8 năm 1990). Từ "Davichi" có ý nghĩa là ánh sáng tỏa sáng trên thế giới. Ra mắt năm 2008, nhóm đã giành được nhiều giải thưởng ở hạng mục Nhóm nhạc nữ mới xuất sắc nhất. Mini-album phát hành năm 2009 với bài hát "8282" nhanh chóng dẫn đầu nhiều bảng xếp hạng.
Tên Fanclub chính thức của Davichi là "DAVICHI CHORD" (다비치코드), tạm dịch là "hợp âm của ánh sáng".

## Sự nghiệp

### 2008-2010: Amaranth, Davichi in Wonderland và Innocence
Bộ đôi Davichi đã phát hành album phòng thu đầu tay của mình Amaranth vào 4 tháng 2 năm 2008. Ca khúc quảng bá "I Hate You, I Love You" đoạt giải Tân binh của tháng ở Cyworld Digital Music Awards. Sau khi kết thúc quảng bá cho đĩa đơn, bộ đôi này đã đi vào để bắt đầu chương trình ra mắt dành cho ca khúc "Sad Promise". Ngày 08 tháng 7 năm 2008, Davichi đã phát hành một phiên bản repackaged của album đầu tiên của họ Vivid Summer Edition với "Love and War" là đĩa đơn chủ đề. Trong những tháng cuối cùng của năm 2008, Davichi giành giải Nghệ sĩ mới xuất sắc nhất tại Mnet Asian Music Awards, Golden Disk Awards và Seoul Music Awards.
Ngày 5 tháng 3 năm 2009, Davichi phát hành đĩa mở rộng đầu tiên của mình Davichi in Wonderland với đĩa đơn "8282". Các bài hát được chứng minh là phổ biến trong công chúng và tiếp tục thành công trên nhiều bảng xếp hạng.

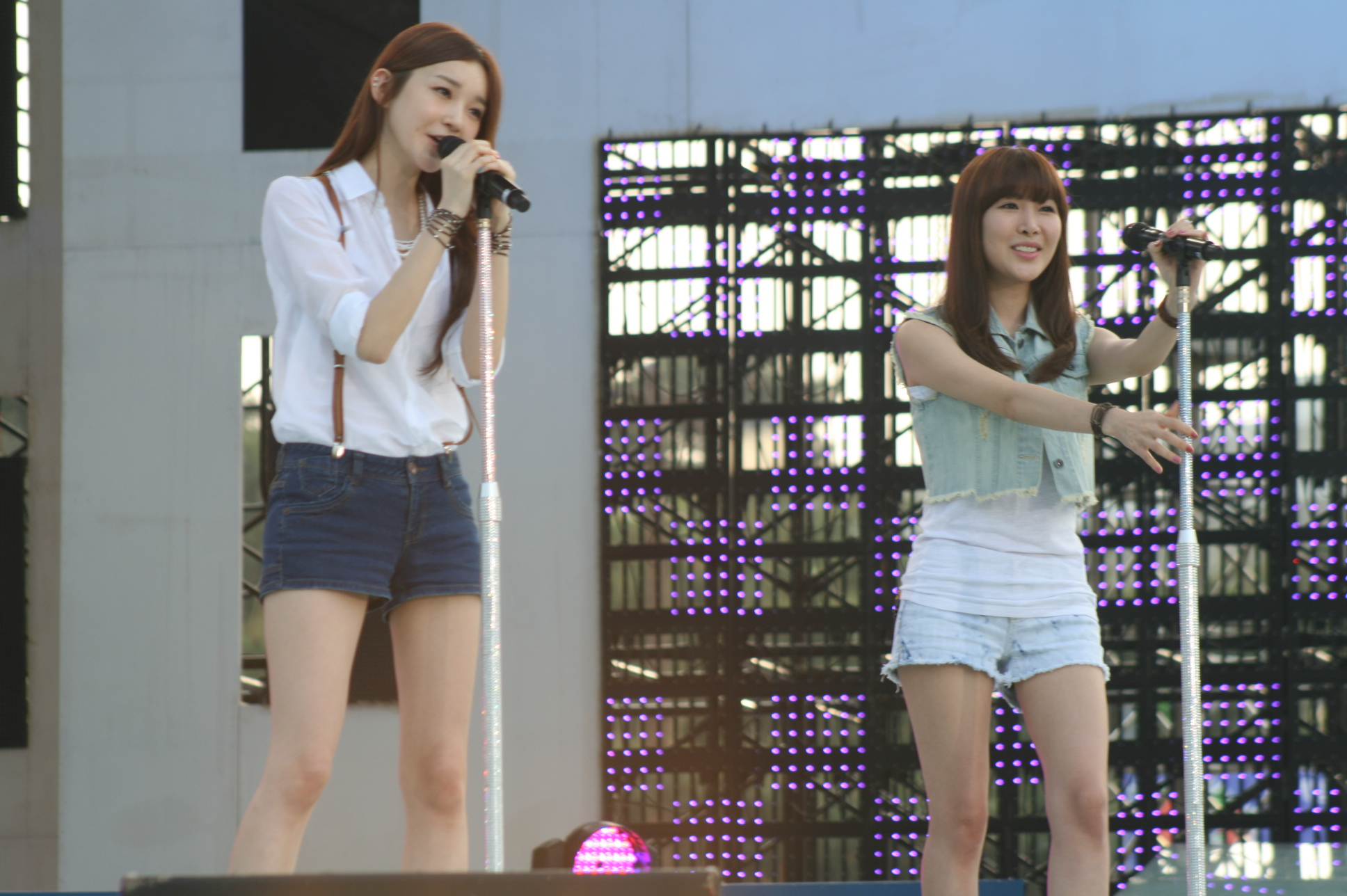
Davichi biểu diễn vào tháng 5 năm 2010

Ngày 30 tháng 4 năm 2010, có được thông báo rằng Davichi sẽ phát hành EP thứ hai của họ Innocence với các đĩa đơn "Time, Please Stop". Ngày 6 tháng 5 năm 2010, mini-album thứ hai của Davichi đã được phát hành cho công chúng. Các video âm nhạc cho đĩa đơn "Time, Please Stop" trong đó đặc trưng có sự tham gia của Eunjung (T-ara), được phát hành ba ngày sau đó.

### 2011-2012: Love Delight
Ngày 16 tháng 8 năm 2011, nó đã được thông báo rằng Davichi sẽ phát hành đĩa mở rộng thứ ba Love Delight trong tháng sau đó. Ngày 27 Tháng 8 năm 2011, nó đã được tiết lộ bởi nhãn đĩa của nhóm Core Contents Media, rằng toàn bộ album Love Delight đã bị rò rỉ trên Internet. Mặc dù có sự rò rỉ nhanh chóng làm theo cách của mình thông qua các trang web thông tin Internet, tuy nhiên công ty đã chọn không thay đổi ngày phát hành. Ngày 29 tháng 8 năm 2011, Davich phát hành mini-album thứ ba của họ cũng như các video âm nhạc cho đĩa đơn "Do not Say Goodbye". Bài hát giữ số một trên bảng xếp hạng ở Gaon Chart và Billboard K-Pop Hot 100 trong ba tuần liên tiếp.
Ngày 07 tháng 10 năm 2012, nó đã được thông báo rằng các thành viên của Davichi sẽ rời nhãn hiệu của họ để tạo thành một công ty độc lập. Tuy nhiên, ít hơn một tháng sau đó, nó đã được tiết lộ rằng bộ đôi này đã rút lại quyết định của họ rời khỏi Core Contents Media.

### 2013: Mystic Ballad, Be Warmed, Memories of Summer & Code
Ngày 27 tháng 2 năm 2013, Davichi phát hành hình ảnh cho album phòng thu thứ hai của họ Mystic Ballad. Những hình ảnh thông báo người hâm mộ rằng album sẽ được phát hành vào ngày 20 tháng 3 năm 2013 và nhóm sẽ được làm việc với các nghệ sĩ Duble Sidekick, Verbal Jint, Jung Suk Won và Ryu Jae Hyun. Ngày 3 tháng 3 năm 2013, Davichi phát hành MV cho ca khúc "Turtle" và có sự tham gia của Hyoyoung (5Dolls). Ca khúc nhanh chóng leo lên các bảng xếp hạng thời gian thực và giữ hạng nhất trên Gaon Single Chart của Hàn Quốc. Ngày 18 tháng 3 năm 2013, Davichi phát hành MV cho ca khúc chủ đề "Just the Two of Us", album phòng thu thứ hai của họ Mystic Ballad được phát hành vài giờ sau đó và nhanh chóng đứng đầu bảng xếp hạng thời gian thực kỹ thuật số của Hàn Quốc. Davichi quảng bá đĩa đơn bắt đầu vào ngày 21 tháng 3 năm 2013 trên M! Countdown. Ngày 28 tháng 3 năm 2013, "Just the Two of Us" đạt vị trí số một trên M! Countdown, giành chiến thắng trên 15 chương trình ca nhạc truyền hình.
Ngày 01 tháng 4 năm 2013, Davichi phát hành đĩa đơn kỹ thật số "Be Warmed" (cùng Verbal Jint), cũng như các video âm nhạc đi kèm. Bài hát đã được ban đầu được đưa vào Mystic Ballad, nhưng đã được đưa ra không rõ lý do. Bài hát đã đạt sự thành công tức thời tại Hàn Quốc và đạt vị trí số một trên mỗi đơn kỹ thuật số thời gian thực, lấy giải thưởng all-kill.
Ngày 27 tháng sáu 2013, nó đã được thông báo rằng Davichi sẽ trở lại với một album đĩa đơn kỹ thuật số vào 04 tháng 7 năm 2013. Đĩa đơn Memories of Summer, chứa ca khúc chủ đề "Because I Miss You Today" được sản xuất bởi Choi Kyu Sung.
Ngày 4 tháng 11 năm 2013, Davichi đã thông báo họ sẽ trở lại với Code vào ngày 12. Nhóm đã tiết lộ hình ảnh chiếc áo khoác của mình trong cùng một ngày, hiển thị ra một hình tượng trưởng thành và sang trọng mới.

### 2014: Don't Move, Pillow và Again
23 tháng 2 năm 2014, nó đã được thông báo rằng hợp đồng của Davichi đã hết hạn và một bản hợp đồng mới của họ với Core Contents Media dường như khó xảy ra. Sau đó nhóm quyết định không ký hợp đồng lại, nhưng họ sẽ phát hành một album studio cuối cùng với các công ty như một món quà chia tay "Gift".
Ngày 4 tháng 6 năm 2014, họ phát hành "Again" gồm Kim Taemin, Park Sangwon và F-ve Dolls, Seunghee. Ngày 18 tháng 6 năm 2014, Davichi phát hành "Pillow" - một bài hát đầu tay cũ mà ngày đó đã không được phát hành.
Ngày 03 tháng 7 năm 2014, Davichi phát hành video âm nhạc mới nhất "Don't Move" bởi Core Contents Media với Dani (T-ara N4) và Sungmin Speed.
Ngày 13 thánh 7 năm 2014, Davichi phát hành "괜찮아 사랑 이야" ("Its Okay, It's Love"). Ca khúc là nhạc phim của phim truyền hình 괜찮아 사랑이야 ở đài SBS.

### 2015: Davichi Hug
Ngày 13 Tháng 1 năm 2015, CJ E&M công bố Davichi sẽ cho ra mắt mini-album mới "Davichi Hug" và sẽ tổ chức showcase vào ngày 21. Trong cùng ngày, Davichi phát hành hình ảnh teaser cho sự trở lại của video âm nhạc "Crying Again". Một ngày sau, Davichi tiết lộ "Crying Again" (phát hành vào ngày 21 tháng 1) và "Sorry, I'm Happy" (phát hành vào 23 tháng 1) sẽ là hai ca khúc chủ đề cho mini-album, được thực hiện bởi MMO Entertainment. Ngày 16 tháng 12, họ phát hành đĩa đơn mới 화이트 (White) với Jay Park dưới nhãn B2M Entertainment.

## Danh sách đĩa nhạc

### Album
| Album Amaranth (2008) | Album Amaranth (2008)                                      | Album Amaranth (2008)       | Album Amaranth (2008)          | Album Amaranth (2008) | Album Amaranth (2008) |
| STT                   | Nhan đề                                                    | Phổ lời                     | Phổ nhạc                       | Arrangements          | Thời lượng            |
| --------------------- | ---------------------------------------------------------- | --------------------------- | ------------------------------ | --------------------- | --------------------- |
| 1.                    | "미워도 사랑하니까" ("I Love You Even Though I Hate You" ) | Ryu Jaehyun                 | Ryu Jaehyun                    | Ryu Jaehyun           |                       |
| 2.                    | "립스틱 짙게 바르고" ("Putting on Lipstick")               | Ahn Young Min               | Cho Young Soo                  | Cho Young Soo         |                       |
| 3.                    | "나쁘고 아픈 나" ("The Bad Me That's Hurt")                | Wheesung, Lee Chae Kyu      | Park Geun Tae                  | Lee Jong Hoon         |                       |
| 4.                    | "슬픈 다짐" ("Sad Promise" )                               | Lee Seung Ho                | Park Hae Un                    | Park Hae Un           |                       |
| 5.                    | "외사랑" ("Old Love")                                      | Kim Do Hoon, Hwang Sung Jin | Lee Sang Ho [Fan], Kim Do Hoon | Lee Sang Ho [Fan]     |                       |
| 6.                    | "슬픈 사랑의 노래" ("Sad Love Song")                       | Ahn Young Min               | Cho Young Soo                  | Cho Young Soo         |                       |
| 7.                    | "별이 빛나는 밤" ("Starry Night")                          | Ahn Young Min               | Ahn Young Min                  | Seo Jae Ha            |                       |
| 8.                    | "그런거니" ("Is That How It Is?")                          | Min Myung Ki, Doh Hee Seon  | Min Myung Ki                   | Park Dong Kyu         |                       |
| 9.                    | "겨우겨우" ("Barely")                                      | Lee Hee Seung               | Han Sung Ho                    | Moon Jung Kyu         |                       |
| 10.                   | "이별의 반대 말" ("Opposite of Breaking Up")               | Kang Eun Kyung              | Park Hae Un                    | Park Hae Un           |                       |

| Phiên bản mùa hè sinh động (Vivid Summer) cho album Amaranth | Phiên bản mùa hè sinh động (Vivid Summer) cho album Amaranth | Phiên bản mùa hè sinh động (Vivid Summer) cho album Amaranth | Phiên bản mùa hè sinh động (Vivid Summer) cho album Amaranth | Phiên bản mùa hè sinh động (Vivid Summer) cho album Amaranth | Phiên bản mùa hè sinh động (Vivid Summer) cho album Amaranth |
| STT                                                          | Nhan đề                                                      | Phổ lời                                                      | Phổ nhạc                                                     | Arrangements                                                 | Thời lượng                                                   |
| ------------------------------------------------------------ | ------------------------------------------------------------ | ------------------------------------------------------------ | ------------------------------------------------------------ | ------------------------------------------------------------ | ------------------------------------------------------------ |
| 1.                                                           | "물병" ("Water Bottle")                                      | Ahn Young Min                                                | Ahn Young Min                                                | Ahn Young Min                                                |                                                              |
| 2.                                                           | "사랑과 전쟁 (Narr. HaHa)" ("Love and War" )                 | Ahn Young Min                                                | Cho Young Soo                                                | Cho Young Soo                                                |                                                              |
| 3.                                                           | "슬픈 다짐 (Remix)" ("Sad Promise (Remix)")                  | Lee Seung Ho                                                 | Park Hae Un                                                  | Park Hae Un                                                  |                                                              |

| Album Mystic Ballad (2013) | Album Mystic Ballad (2013)                                      | Album Mystic Ballad (2013) | Album Mystic Ballad (2013) | Album Mystic Ballad (2013) |
| STT                        | Nhan đề                                                         | Phổ lời                    | Phổ nhạc                   | Thời lượng                 |
| -------------------------- | --------------------------------------------------------------- | -------------------------- | -------------------------- | -------------------------- |
| 1.                         | "One Person's Story" (한 사람 얘기)                             | Cho Young Soo              | Cho Young Soo              | 4:22                       |
| 2.                         | "Just the Two of Us" (둘이서 한잔해)                            | Ryu Jae Hyun               | Ryu Jae Hyun               | 3:43                       |
| 3.                         | "Turtle" (거북이)                                               | Duble Sidekick             | Duble Sidekick             | 3:44                       |
| 4.                         | "Cry for Love" (사랑한다고 말했지)                              | Ahn Young Min              | Ahn Young Min              | 3:55                       |
| 5.                         | "Taste of Tears" (맛 있어서 눈물이나)                           | Jung Suk Won               | Jung Suk Won               | 4:42                       |
| 6.                         | "Things That Still Come Up in My Memory" (우리의 시간은 다르다) | Kang Min-kyung             | Lee Seung Whan             | 4:00                       |
| 7.                         | "Be Warmed" (với Verbal Jint)                                   | Kim Jin Tae                | Kim Jin Tae                | 3:47                       |
| 8.                         | "Nagging" (잔소리)                                              | Ryu Jae Hyun               | Ryu Jae Hyun               | 4:53                       |
| 9.                         | "I Want to be Brave and Breakup" (용기내 헤어질래)              | Kang Hyun-min              | Kang Hyun-min              | 4:14                       |
| 10.                        | "You Are My Everything"                                         | 압구정보안관, Lee Ji Won   | 압구정보안관               | 4:24                       |
| 11.                        | "Just the Two of Us (Inst.)" (둘이서 한잔해 (Inst.))            |                            | Ryu Jae Hyun               | 3:43                       |
| 12.                        | "Turtle (Inst.)" (거북이 (Inst.))                               |                            | Duble Sidekick             | 3:44                       |
| Tổng thời lượng:           | Tổng thời lượng:                                                | Tổng thời lượng:           | Tổng thời lượng:           | 47:12                      |

### Mini-album
| EP thứ nhất Davichi in Wonderland (2009) | EP thứ nhất Davichi in Wonderland (2009)                       | EP thứ nhất Davichi in Wonderland (2009) | EP thứ nhất Davichi in Wonderland (2009) | EP thứ nhất Davichi in Wonderland (2009) | EP thứ nhất Davichi in Wonderland (2009) |
| STT                                      | Nhan đề                                                        | Phổ lời                                  | Phổ nhạc                                 | Arrangements                             | Thời lượng                               |
| ---------------------------------------- | -------------------------------------------------------------- | ---------------------------------------- | ---------------------------------------- | ---------------------------------------- | ---------------------------------------- |
| 1.                                       | "8282"                                                         | Kang Eun Kyung                           | Kim Do Hoon, Lee Hyun Seung              | Lee Hyun Seung                           |                                          |
| 2.                                       | "사고쳤어요" ("Accident")                                      | Kang Eun Kyung                           | Park Geun Tae                            | Ok Jung Yong                             |                                          |
| 3.                                       | "My Man"                                                       | DK4RG, Lee Sang Baek                     | Park Hae Mun, Park Hae Un                | Park Hae Mun, Park Hae Un                |                                          |
| 4.                                       | "사랑이 우습니" ("Is Love Funny")                              | Min Myung Ki, Misty                      | Min Myung Ki                             | Song Dae Ki, Park Dong Kyu               |                                          |
| 5.                                       | "오르골" ("Music Box")                                         | Hwang Sung Jin                           | Lee Sang Ho [Fan], Kim Do Hoon           | Lee Sang Ho [Fan]                        |                                          |
| 6.                                       | "Crazy Woman (Lee Haeri)" (Featuring Kim Yeonji, Lee Jung Min) | Ahn Young Min, Cho Young Soo             | Cho Young Soo                            | Cho Young Soo                            |                                          |

| EP thứ hai Innocence (2010) | EP thứ hai Innocence (2010)                                   | EP thứ hai Innocence (2010) | EP thứ hai Innocence (2010)            | EP thứ hai Innocence (2010)            | EP thứ hai Innocence (2010) |
| STT                         | Nhan đề                                                       | Phổ lời                     | Phổ nhạc                               | Arrangements                           | Thời lượng                  |
| --------------------------- | ------------------------------------------------------------- | --------------------------- | -------------------------------------- | -------------------------------------- | --------------------------- |
| 1.                          | "시간아 멈춰라" ("Time, Please Stop" )                        | Bang Si Hyuk                | Bang Si Hyuk, Kim Do Hoon              | Wonderkid                              |                             |
| 2.                          | "첫키스" ("First Kiss")                                       | Lee Hyung Suk               | Yoon Gun                               | Yoon Gun                               |                             |
| 3.                          | "떠나지마 (Feat. Baek Chan)" ("Don't Leave")                  | Yoon Myung Sun, Baek Chan   | Yoon Myung Sun                         | Kim Jin Hwan                           |                             |
| 4.                          | "사랑을 못해 이별을 못해" ("I Can't Love You or Say Goodbye") | Kim Do Hoon, Kim Ki Bum     | Kim Do Hoon, Kim Ki Bum                | Kim Do Hoon, Kim Ki Bum                |                             |
| 5.                          | "Shadow"                                                      | DK4RG, Lee Sang Baek        | Park Hae Mun, Kim Min Yoo, Park Hae Un | Park Hae Mun, Kim Min Yoo, Park Hae Un |                             |

| EP thứ ba Love Delight (2011) | EP thứ ba Love Delight (2011)             | EP thứ ba Love Delight (2011) |
| STT                           | Nhan đề                                   | Thời lượng                    |
| ----------------------------- | ----------------------------------------- | ----------------------------- |
| 1.                            | "Don't Say Goodbye" (안녕이라고 말하지마) | 3:49                          |
| 2.                            | "Love, My Love" (사랑 사랑아)             | 3:32                          |
| 3.                            | "Don't Find Me Again" (다신 찾지마)       | 3:44                          |
| 4.                            | "Happy End"                               | 3:55                          |
| 5.                            | "Secret" (비밀)                           | 4:02                          |
| 6.                            | "Don't Say Goodbye (Instrumental)"        | 3:49                          |
| Tổng thời lượng:              | Tổng thời lượng:                          | 21:31                         |

EP thứ tư 6,7 (2014)
EP thứ năm Davichi Hug (2015)

### Đĩa đơn
| Tiêu đề | Năm  | Vị trí trên BXH | Vị trí trên BXH | Bán lẻ         | Album                                       |
| Tiêu đề | Năm  | KOR             | KOR Hot 100     | Bán lẻ         | Album                                       |
| --- | ---- | --------------- | --------------- | -------------- | ------------------------------------------- |
| I Love You Even Though I Hate You"                                                                             | 2008 | —               | —               | —              | Amaranth                                    |
| "Sad Promise"                                                                                                  | 2008 | —               | —               | —              | Amaranth                                    |
| "Sad Love Song"                                                                                                | 2008 | —               | —               | —              | Amaranth                                    |
| "Love and War"                                                                                                 | 2008 | —               | —               | —              | Vivid Summer Edition                        |
| "8282" | 2009 | —               | —               | —              | Davichi in Wonderland                       |
| "Time, Please Stop"                                                                                            | 2010 | 1               | —               | —              | Innocence                                   |
| "From Me to You"                                                                                               | 2010 | 3               | —               | —              | Choo Young Soo All Star - Davichi (đĩa đơn) |
| "Don't Say Goodbye"                                                                                            | 2011 | 1               | 1               | KOR: 3,285,936 | Love Delight                                |
| "I'll Think of You"                                                                                            | 2012 | 2               | 2               | KOR: 2,269,557 | Love Call with Davichi (đĩa đơn)            |
| "Do Men Cry?"                                                                                                  | 2012 | 2               | 4               | KOR: 1,246,428 | The S Part.1 (đĩa đơn)                      |
| "Turtle" | 2013 | 1               | 2               | KOR: 1,439,190 | Mystic Ballad                               |
| "Just Two of Us"                                                                                               | 2013 | 2               | 9               | KOR: 778,673   | Mystic Ballad                               |
| "Be Warmed" (với Verbal Jint)                                                                                  | 2013 | 1               | 3               | KOR: 1,316,544 | Mystic Ballad                               |
| "Because I Miss You Today"                                                                                     | 2013 | 2               | 1               | KOR: 1,137,915 | Memories of Summer (đĩa đơn)                |
| "The Letter"                                                                                                   | 2013 | 1               | 1               | KOR: 851,257   | Davichi Code (đĩa đơn)                      |
| "Again" | 2014 | 3               | 3               | KOR: 744,994   | 6,7                                         |
| "Pillow" | 2014 | 11              | 10              | KOR: 289,367   | 6,7                                         |
| "Don't Move"                                                                                                   | 2014 | 20              | 11              | KOR: 213,952   | 6,7                                         |
| "Cry Again" | 2015 | 1               | —               | KOR: 991,931   | Davichi Hug                                 |
| "Sorry, I'm Happy"                                                                                             | 2015 | 5               | —               | KOR: 536,987   | Davichi Hug                                 |
| "Two Lovers" (với Mad Clown)                                                                                   | 2015 | 2               | —               | KOR: 1,145,071 | Two Lovers (đĩa đơn)                        |
| "—" là không phát hành khu vực đó. Chú ý: Gaon Chart thành lập tháng 2 năm 2010 nên không có dữ liệu trước đó. |      |                 |                 |                |                                             |

### Ca khúc khác
| Tiêu đề | Năm  | Vị trí trên BXH | Vị trí trên BXH | Bán lẻ         | Album         |
| Tiêu đề | Năm  | KOR             | KOR Hot 100     | Bán lẻ         | Album         |
| --- | ---- | --------------- | --------------- | -------------- | ------------- |
| "Can't Love, Can't Leave"                                                                                      | 2010 | 6               | —               | —              | Innocence     |
| "Don't Leave" (feat. Baek Chan)                                                                                | 2010 | 30              | —               | —              | Innocence     |
| "First Kiss"                                                                                                   | 2010 | 52              | —               | —              | Innocence     |
| "Shadow" | 2010 | 58              | —               | —              | Innocence     |
| "Love, My Love"                                                                                                | 2011 | 9               | 11              | KOR: 2,011,708 | Love Delight  |
| "Don't Find Me Again"                                                                                          | 2011 | 19              | 20              | KOR: 392,420   | Love Delight  |
| "Secret" | 2011 | 45              | 72              | KOR: 186,696   | Love Delight  |
| "Happy End" | 2011 | 57              | 62              | KOR: 142,180   | Love Delight  |
| "You Are My Everything"                                                                                        | 2013 | 32              | 34              | —              | Mystic Ballad |
| "Cry for Love"                                                                                                 | 2013 | 35              | —               | KOR: 64,499    | Mystic Ballad |
| "One Person's Story"                                                                                           | 2013 | 41              | —               | KOR: 87,164    | Mystic Ballad |
| "Nagging" | 2013 | 55              | —               | —              | Mystic Ballad |
| "I Want to be Brave and Breakup"                                                                               | 2013 | 64              | —               | —              | Mystic Ballad |
| "Things That Still Come Up in My Memory"                                                                       | 2013 | 71              | —               | —              | Mystic Ballad |
| "Taste of Tears"                                                                                               | 2013 | 76              | —               | —              | Mystic Ballad |
| "Two Women's Room"                                                                                             | 2015 | 16              | —               | KOR: 144,429   | Davichi Hug   |
| "To You" | 2015 | 23              | —               | KOR: 81,254    | Davichi Hug   |
| "Spring" | 2015 | 24              | —               | KOR: 74,622    | Davichi Hug   |
| "—" là không phát hành khu vực đó. Chú ý: Gaon Chart thành lập tháng 2 năm 2010 nên không có dữ liệu trước đó. |      |                 |                 |                |               |

### Soundtrack
| Tiêu đề                  | Năm  | Vị trí trên BXH | Vị trí trên BXH | Bán lẻ       | Album                                  |
| Tiêu đề                  | Năm  | KOR             | KOR Hot 100     | Bán lẻ       | Album                                  |
| ------------------------ | ---- | --------------- | --------------- | ------------ | -------------------------------------- |
| "Starry Night"           | 2008 | —               | —               | —            | Unstoppable Marriage OST / Amaranth    |
| "Water Bottle"           | 2008 | —               | —               | —            | Crazy Woman OST / Vivid Summer Edition |
| "Hot Stuff"              | 2009 | —               | —               | —            | My Fair Lady OST                       |
| "My Only One"            | 2011 | 7               | —               | KOR: 690,996 | Smile, Mom OST Part.8                  |
| "Heaven"                 | 2011 | 19              | —               | KOR: 439,256 | Ghastly OST                            |
| "To Angel"               | 2011 | 34              | —               | KOR: 369,286 | Love Request OST Part.1                |
| "Because It's You"       | 2012 | 21              | —               | KOR: 133,795 | Big OST                                |
| "Don't You Know?"        | 2013 | 7               | 5               | KOR: 867,745 | Iris II OST Part.1                     |
| "It's Okay, That's Love" | 2014 | 4               | —               | KOR: 807,620 | It's Okay, That's Love OST Part.2      |
| "this love"              | 2016 | 1               |                 |              | Descendants of the sun OST Part 3      |

## Buổi hòa nhạc
- Davichi 1st Concert "The Premiere Wide Hole" In Seoul (2009)
- Davichi Christmas Concert In Seoul (2010)
- Davichi Concert "To Send" (2011)
- Davichi Code (2013)
- Davichi Concert "Winter Hug" (2015)
- Davichi concert "Davichi in Tempo" (2016)